# Jupiter Ascending
Jupiter Ascending (deutsch aufsteigender Jupiter) ist ein US-amerikanischer Science-Fiction-Film unter der Regie der Wachowski-Schwestern. In den Hauptrollen sind Mila Kunis, Channing Tatum und Sean Bean zu sehen. Premiere hatte der Film am 27. Januar 2015 beim Sundance Film Festival. Amerikanischer Kinostart war der 6. Februar 2015; der deutsche Filmstart war am 5. Februar 2015.

## Handlung
Jupiter Jones wird im Sternzeichen des Löwen geboren, bei aufsteigendem Jupiter (englisch Jupiter ascending). Ihre Tante ist daher der Meinung, dass sie Großes leisten wird. Als sie erwachsen ist, sieht Jupiters Realität jedoch anders aus: Sie arbeitet als Putzfrau. Um zusätzliches Geld für die Familie zu verdienen, erklärt sie sich zu einer Eizellenspende in einer Klinik  bereit, die sich jedoch als außerirdischer Hinterhalt herausstellt. Das Klinikpersonal entpuppt sich als Aliens, die sie töten wollen. Zu ihrem Glück kommt ihr Caine zu Hilfe, ein genetisch produzierter, aus Mensch und Wolf gekreuzter Ex-Militär-Jäger. Er bringt sie zu ihrem Schutz zu seinem früheren Vorgesetzten Stinger. Dieser klärt Jupiter über Caines Vergangenheit und ihr eigenes königliches Erbgut auf.
Sie hat exakt die gleiche DNA wie die verstorbene Königin der Familie Abrasax, die eine der reichsten und mächtigsten Familien im Universum ist. Zum Besitz dieser Familie zählt unter anderem die Erde. Jupiter ist eine sogenannte Wiederkehrerin und ihre genetische Disposition macht sie zur direkten Nachfolgerin der Königin. Dadurch wird sie jedoch zur Konkurrentin der Abrasax-Erben Balem und Titus, was sie in große Gefahr bringt: Der zwielichtige Balem will sie tot sehen. Er hat als Thronerbe unter anderem die gewinnbringende Erde erhalten und will diese nicht kurz vor der „Ernte“ an Jupiter verlieren. Auch sein Bruder Titus will das Erbe nicht kampflos aufgeben und sieht in Jupiters Auftauchen eine Chance. Er hatte Caine angeworben, um die neue Konkurrentin aufzuspüren. Dass der Jäger sich jedoch in Jupiter verlieben und somit zu ihrem Beschützer werden würde, hatte er nicht geahnt.
Es gelingt Kalique, der Schwester von Titus und Balem, durch weitere Mitarbeiter, Jupiter von der Erde auf ihren Planeten zu entführen, wohin Caine ihr unverzüglich folgt. Kalique erklärt und demonstriert ihr die Genetische Religion und die Wirkungen des lebensverlängernden Elixiers der Abrasax-Familie. Danach reisen beide zum Zentralplaneten des galaktischen Reiches, damit Jupiter dort ihren Königstitel einfordert. Durch einen erzwungenen Verrat von Stinger werden beide zum Raumschiff gebracht, in dem Titus residiert. Der plant, Jupiter zu einer Hochzeit zu überreden, um sich auf diese Weise den royalen Titel zu sichern. Die Protagonistin erfährt nun, was es mit der sogenannten Ernte eines Planeten auf sich hat: Das wichtigste Handelsgut im Universum ist Lebenszeit, welche in Form einer verjüngenden Flüssigkeit gehandelt werden kann. Diese wird aus Menschen extrahiert; die Herstellung kostet unzählige Leben. Zum Zweck der Nachzucht des Rohstoffs Mensch werden Planeten gezielt bevölkert und mit steigender Population wertvoller. Angeblich will Titus die Ernte auf seinen Planeten zukünftig unterbinden, weshalb er sicherstellen will, dass die gleichgesinnte Jupiter seinen „Besitz“ im Falle seines Todes erbt. Eigentlich hat er aber vor, sie direkt nach der Trauung umzubringen, wodurch er in den Besitz ihrer royalen Ansprüche  kommen würde. Um sie von seinem guten Charakter zu überzeugen, gibt er ihr den Rehabilitationsbescheid für Caine und Stinger. Dieses Dokument würde den beiden Exsoldaten die ersehnte Rückkehr in ihr „Rudel“ ermöglichen und ihnen ihre Flügel zurückgeben. Caine kann die Hochzeit gerade noch verhindern und Titus’ wahre Absichten offenlegen. Schockiert beginnt Jupiter zu begreifen, welche Verantwortung sie mit der Annahme des royalen Titels auf sich genommen hat.
Der andere Bruder, Balem, lässt in der Zwischenzeit Jupiters Familie entführen, um Jupiter von Titus weg und zu sich zu locken. Er bietet ihr das Leben ihrer Familie im Tausch gegen die Erde an. Nach langem Zögern lehnt Jupiter seinen Vorschlag aber ab, da sie als Teil der Erdenpopulation bei der Ernte ebenfalls todgeweiht wären. Es kommt zum Kampf, bei dem sich herausstellt, dass Balem damals seine Mutter, die Königin, getötet hat.
Caine ist Jupiter in der Zwischenzeit zu Balems Produktionsanlage gefolgt, die ausgerechnet auf dem Jupiter verborgen ist. Durch den Absturz seines Fluggerätes beschädigt er die Außenhülle der Stätte und es dringen giftige und hochexplosive Gase ein. Auf der Suche nach Jupiter rettet Caine zuerst ihre Familienmitglieder, die er auf einem Raumschiff der Weltraumpolizei in Sicherheit bringt. Balem stirbt beim Kampf mit Jupiter, die dann in letzter Sekunde von Caine aus dem flammenden Inferno gerettet wird.
Nach dem überstandenen Abenteuer im Weltraum sieht man Jupiter in ihrem normalen Alltag auf der Erde: beim Putzen und beim Abendessen mit ihrer Familie, die sich dank einer Gehirnwäsche an die Geschehnisse im Weltall nicht erinnern kann. Im Anschluss daran hat sie ein Date mit Caine. Auf dem Dach eines Wolkenkratzers fragt er sie, ob sie ihrer Familie je verraten werde, dass ihr jetzt die Erde gehöre. Sie verneint. Dagegen ist sie sich sicher, dass Caine der Richtige für sie ist und ihr immer treu zur Seite stehen wird. Gemeinsam fliegen sie über die Stadt und genießen ihre heimliche Freiheit.

## Hintergrund
| Figur                           | Darsteller          | Deutscher Sprecher     |
| ------------------------------- | ------------------- | ---------------------- |
| Jupiter Jones                   | Mila Kunis          | Anja Stadlober         |
| Caine Wise                      | Channing Tatum      | Daniel Fehlow          |
| Stinger Apini                   | Sean Bean           | Torsten Michaelis      |
| Balem Abrasax                   | Eddie Redmayne      | Tobias Nath            |
| Titus Abrasax                   | Douglas Booth       | Patrick Roche          |
| Chicanery Night                 | Edward Hogg         | Axel Malzacher         |
| Aleksa                          | Maria Doyle Kennedy | Elisabeth Günther      |
| Diomika Tsing                   | Nikki Amuka-Bird    | Caroline Combrinck     |
| Katharine Dunlevy               | Vanessa Kirby       | Jacqueline Belle       |
| Kalique Abrasax                 | Tuppence Middleton  | Marieke Oeffinger      |
| Vassily Bolotnikov              | Jeremy Swift        | Gerhard Jilka          |
| Gemma Chatterjee                | Christina Cole      | Maren Rainer           |
| Maximilian Jones                | James D’Arcy        | Torben Liebrecht       |
| Vladie                          | Kick Gurry          | Benedikt Weber         |
| Malidictes                      | Tim Pigott-Smith    | Claus Brockmeyer       |
| Famulus                         | Gugu Mbatha-Raw     | Katharina Schwarzmaier |
| Phylo Percadium                 | Ramon Tikaram       | Matthias Klie          |
| Minister für Stempel und Siegel | Terry Gilliam       | Mogens von Gadow       |
| Advocate Bob                    | Samuel Barnett      | Benedikt Gutjan        |
| Ibis                            | David Ajala         | Jan Odle               |
| Synth Alpini                    | Charlotte Beaumont  | Lea Kalbhenn           |

An der Realisierung des Films waren Grant Hill sowie die Wachowski-Schwestern beteiligt. Natalie Portman war ursprünglich für die Hauptrolle vorgesehen, aus Termingründen musste sie jedoch absagen.
Die Dreharbeiten für den Film fanden in Spanien, den Vereinigten Staaten und dem Vereinigten Königreich statt. Während der Dreharbeiten wurde eine „Panocam“ genannte Konstruktion verwendet, an der sechs Kameras nebeneinander angebracht waren. Sie wurde an einem Hubschrauber befestigt und konnte nahezu 180° abdecken. Während der Postproduktion konnten die Regisseure so die überlappenden Szenen verwenden, ohne dass der Hubschrauber seine Flugbahn hätte verändern müssen.
Die deutsche Synchronisation des Films übernahm die Film- & Fernseh-Synchron, nach einem Dialogbuch und unter der Dialogregie von Jan Odle. Die Produktionskosten des Films betrugen mindestens 150 Millionen US-Dollar. Während er an den amerikanischen Kinokassen floppte, war er auf internationalen Märkten deutlich erfolgreicher, insbesondere in China und Russland.
In ihrem ersten Treffen mit Titus Abrasax beruft sich Jupiter auf einen Artikel 27 B Strich 6. Dies geschieht kurz nach ihrem Besuch beim Minister für Stempel und Siegel, gespielt von Terry Gilliam. In Terry Gilliams Film Brazil wird ein Formular 27 B Strich 6 erwähnt.

## Rezeption

### Kritik
In der Kritik von Spiegel Online heißt es, der Film sei „grandios gescheitert“. Während die Technik überzeuge, fehle es sowohl an einer schlüssigen und interessanten Story als auch an glaubwürdigen Charakteren. „Statt die gesellschaftskritischen Gedankenspiele auszuformulieren und logisch nachvollziehbar zu machen, sowohl inhaltlich als auch technisch und räumlich, konzentriert sich die Handlung darauf, ihre Damsel in Distress immer wieder in lebensbedrohende Situationen zu bringen und daraus zu erretten, natürlich immer in letzter Sekunde.“
Auch bei Kino-Zeit sah Christopher Diekhaus das ähnlich und schrieb: „Zwar greifen die Matrix-Schöpfer mit ihrem thematisch ambitionierten Weltraum-Epos nach den Sternen, verfangen sich am Ende aber in einer etwas fahrigen Geschichte, die erstaunlich viele unfreiwillige Lacher produziert.“
Dietmar Dath von der FAZ wertete: „Die Dia- und Monologe des Films sind […] oft hanebüchener Quatsch […] und die meisten schönen Bilder werden so schnell aufgebaut und wieder abgerissen, dass man gar keine Zeit hat, sich hineinzuwerfen – aber beides stört gar nicht so sehr, wenn man mal verstanden hat: Was hier redet, sind diese Bilder, und dass dabei alles so schnell geht, ist schlicht ein Versuch, das Prinzip ‚flinker, überraschender Wortwechsel‘ aus den besten reinen Dialogfilmen direkt ins Visuelle zu übertragen.“
epd-Film kam zu dem Urteil: „Es ist ein Spektakel, das in seinen besten Momenten so selbstvergessen wirkt, als tobten sich Kinder am gigantischen Hollywood-Zauberkasten aus, ohne Rücksicht auf Verluste, ohne Angst vor blankem Trash. Aber eben nur in den besten Momenten.“ Dagegen seien die „visuellen Effekte, deren Aufwand für die kurzfristige Kinostart-Verschiebung um ein halbes Jahr verantwortlich sein soll, und das Szenenbild […] so gigantomanisch wie detailverliebt“. Ansonsten fehle aber die „erzählerische Spannkraft, sodass all die Überladenheit den Betrachter nurmehr ermüdet.“
Die NZZ dagegen lobt den Film als „eine bildstarke Reflexion über Existenz und Religion“.
Der filmdienst meinte, Jupiter Ascending sei ein „visuell bombastischer Science-Fiction-Film, der technisch durchaus reizvoll“ erscheine, jedoch „allzu schnell seinen rauschhaft bunten Oberflächen“ erliege, während die „pathetische Handlung nicht mehr als eine muffige Rettungsgeschichte“ biete.
Der US-amerikanische Kritik-Aggregator Rotten Tomatoes klassifiziert Jupiter Ascending als „vergammelt“. In John Greens Roman Schlaft gut, ihr fiesen Gedanken wird der Film als „wirklich bescheuert und cool zugleich“ sowie „total albern, aber toll“ bezeichnet.

### Auszeichnungen
Bei der Verleihung der Goldene Himbeere 2016 wurde der Film in sechs Kategorien berücksichtigt:
Gewonnen
- Schlechtester Nebendarsteller: Eddie Redmayne

Nominiert
- Schlechtester Film
- Schlechteste Regie
- Schlechtestes Drehbuch
- Schlechtester Schauspieler: Channing Tatum
- Schlechteste Schauspielerin: Mila Kunis